# Fakaifou
Fakaifou ist eines zentralen Dörfer der Insel Fongafale, der Hauptinsel des Funafuti-Atolls, die zusammen das Funafuti Centre bilden. 2012 hatte der Ort 1191 Einwohner (nach anderen Angaben 1007 (geonames.org)).

## Geographie
Der Ort liegt im Osten der Insel. Zusammen mit Senala, Alapi und Vaiaku bildet er das Siedlungszentrum. Nach Norden schließt sich Teone an.